# Voyage en Hollande

Le Voyage en Hollande est un ensemble de notes concernant les Provinces-Unies rassemblées par Denis Diderot lors de ses séjours de 1773 et 1774. Ce texte paraîtra par épisodes dans la Correspondance littéraire de 1780 à 1782.
Cet ouvrage est très inférieur à l'ensemble des productions de Diderot : en plus de nombreuses inexactitudes, omissions et incohérences, « d'importantes parties sont copiées, servilement et sans références [de divers auteurs]. »

## Éditions modernes
- Denis Diderot, Voyage en Hollande, La Découverte, 1982, 169 p. (ISBN 978-2-7071-1279-8)
- Denis Diderot, introd. et notes d'Yves Benot, Over Holland : een journalistieke reis 1773-1774, Amsterdam, Antwerpen, Contact, 1994
- Roland Mortier et Raymond Trousson, Dictionnaire de Diderot, Honoré Champion